# Álvaro Medina Ochoa
Álvaro Medina Ochoa (Medellín, Antioquia, 1943- Ibídem, 8 de abril de 1985) fue un juez colombiano, asesinado por el Cartel de Medellín.

## Biografía
Nacido en Medellín. Egresado en derecho de la Universidad Pontificia Bolivariana.
Se desempeñaba como Juez Décimo del Tribunal Superior de Medellín, donde llevaba un proceso contra Pablo Escobar, por lo cual este ordenó su asesinato.

## Asesinato
Fue asesinado el 8 de abril de 1985 por dos sicarios movilizados en motocicletas a la entrada de su casa en Medellín.Su crimen quedó en la impunidad.
Fue reemplazado en el cargo por Gustavo Zuluaga Serna, asesinado también en 1986.

## Homenajes
El Palacio de Justicia de Envigado, Antioquia, lleva su nombre.